# ديفيد غيفنز
ديفيد غيفنز (بالإنجليزية: David Givens)‏ هو لاعب كرة قدم أمريكية أمريكي، ولد في 16 أغسطس 1980 في يونغزتاون في الولايات المتحدة.

## وصلات خارجية
- ديفيد غيفنز على موقع مرجع كرة القدم المحترفة.كوم (الإنجليزية)